# Szabad visszatérési pálya
A szabad visszatérési pálya űrhajózási fogalom, olyan, két égitest mellett vezető röppályát jelöl, amelynek mentén haladva az egyik égitestről indított űrjármű a másik égitestet megkerülve, annak  gravitációs terét kihasználva, további manőverezés nélkül visszatér az első égitestre. Az első égitest általában a Föld, a második eddig leginkább a Hold volt. Ritkán használják, mert az űrjárművek visszatérésére általában nincsen szükség, csak anyagminta-vétel után, ahhoz viszont általában le kell szállni az égitest felszínére. A 2013-as Mars Scout-program egyik vesztes pályázata a Mars felső légköréből mintát vevő, majd azt hazaszállító űrszonda útját szabad visszatérési pályán képzelte el.
Az Apollo–13 balesete után az űrhajót a Hold felé repülése közben és a Hold túloldalán levő pályaszakaszon beiktatott egy-egy gyorsítással sikerült szabad visszatérési pályára állítani, és ezután további manőverezés nélkül sikeresen visszatért a Földre. A pályakorrekciós égetésekre azért volt szükség, mert az eredetileg megtervezett pálya a Hold körüli pályára állásban fejeződött volna be.
A szabad visszatérési pálya fogalmát meg kell különböztetnünk a szabad pályás közelítéstől, amely egy űrrandevú során nem előre pontosan megtervezett, hanem a helyzettől függően módosított pálya repülését jelenti.